# Leptotarsus (Aurotipula) bivittatus
Leptotarsus (Aurotipula) bivittatus is een tweevleugelige uit de familie langpootmuggen (Tipulidae). De soort komt voor in het Australaziatisch gebied.